# Victor Vance
Victor "Vic" Vance è un personaggio immaginario, protagonista del videogioco Grand Theft Auto: Vice City Stories prequel di Grand Theft Auto: Vice City, dove Victor era già comparso in un cameo nel quale veniva ucciso nell'introduzione. Victor è nato in Florida nell'universo di Grand Theft Auto nel 1956 ed è morto a Vice City (città fittizia basata su Miami) nel 1986.

## Aspetto
Victor è un Dominicano-americano piuttosto prestante e muscoloso. In Grand Theft Auto: Vice City Stories è rasato, mentre in Grand Theft Auto: Vice City compare con una nuova pettinatura. Nel videogioco in cui è protagonista, Victor è in grado di sbloccare vari tipi di abiti tramite il completamento di missioni, che può così indossare (la scelta di farglieli indossare o no è però del giocatore).

## Personalità
Un tratto della personalità di Victor è che a lui, al contrario degli altri protagonisti di Grand Theft Auto (ad esclusione di Niko Bellic), non piace il crimine e il "gioco sporco", ma il corso degli eventi lo costringerà a rinunciare ai suoi buoni principi e a diventare un vero e proprio boss della malavita di Vice City, dopo che il suo sergente lo farà congedare con disonore nascondendo della droga a lui appartenente nella camerata di Vic. Da quel punto in poi trovandosi senza un'occupazione e con una famiglia da mantenere (madre con problemi di alcolismo, zia e fratello minore disoccupati e il fratello più piccolo malato d'asma) è costretto a lavorare per i peggiori criminali e spacciatori di Vice City, per tentare di guadagnare qualcosa. Ormai coinvolto in affari sempre più loschi, sarà costretto ad impadronirsi delle attività dei delinquenti per i quali lavorerà, quando alcuni di essi tenteranno di truffarlo e di farlo eliminare. Conscio di non poter più tornare indietro a Vic non resterà che gestire i suoi nuovi affari malavitosi, allestendo un vero e proprio impero criminale in città con attività di spaccio, racket e protezione, per avere i soldi necessari al mantenimento della sua famiglia e per le costose cure mediche di suo fratello più piccolo, malato d'asma, Pete.

## Biografia

### Grand Theft Auto: Vice City Stories(1984)
Victor "Vic" Vance, è un Marine dominicano di ventotto anni, in stanza a Fort Baxter, a Vice City, prima di essere trasferito definitivamente a Guantanamo Bay, a Cuba. Un giorno il superiore di Vic, il sergente Jerry Martinez, gli chiede di nascondere per lui della droga nel suo dormitorio e di procurargli una prostituta. Controvoglia e tormentato dai dubbi morali, Victor è obbligato a seguire gli ordini del suo superiore. Quando però la droga è scoperta da un ufficiale, Martinez scarica tutta la colpa su Victor che è espulso con infamia dai Marines con l'accusa di detenzione di stupefacenti e favoreggiamento della prostituzione.
Vic cerca allora aiuto da Phil Cassidy, un sedicente reduce del Vietnam proprietario di un poligono di tiro a Vice City che ha conosciuto in uno dei "lavoretti" affidatigli da Martinez. Dopo aver ottenuto un appartamento da Phil come ricompensa per alcuni servigi fornitigli, Vic conoscerà il cognato di Phil, Marty Williams, che a sua volta gli affiderà vari "lavoretti" volti a combattere una gang locale, i Cholo. Marty è però un razzista e maschilista che insulta e maltratta spesso la sua povera moglie, sorella di Phil, Louise Cassidy e la loro figlia appena nata, Mary-Beth. Esasperata dalle continue angherie subite, Louise abbandona finalmente Marty e si trasferisce da sua sorella, dove per qualche tempo si vedrà con Vic. Quando Marty, in uno scatto di gelosia, rapisce Louise, Vic lo uccide e inizia una relazione sentimentale con lei, "ereditando" inoltre le attività illegali del defunto Williams.
Tempo dopo, stanco dalle pressioni di sua zia e desideroso di guadagnare soldi come il fratello Victor, arriva all'aeroporto Lance Vance. Victor e Lance insieme riescono a derubare Martinez della sua droga ma la tensione tra i due fratelli, già esistente per il comportamento spesso sconsiderato di Lance, aumenta quando Vic inizia a sospettare che Lance e Louise lo stiano solo usando e che abbiano una relazione alle sue spalle. Nonostante tutto apprendono che Martinez non è a capo del traffico di droga: infatti è solo un alleato dei potenti fratelli Diego e Armando Mendez. Lance e Vic sono così obbligati a lavorare per i Mendez al fine di raccogliere informazioni. Sfortunatamente i due fratelli Mendez si accorgono dell'inganno e Diego rapisce Louise e Lance. Victor giunge sul posto e, dopo una violenta sparatoria, salva suo fratello uccidendo Armando, ma scopre che Louise è già stata uccisa. Amareggiato dalla morte della donna che amava, Victor vuole vendicarsi uccidendo l'altro fratello Mendez, Diego dopo aver affidato la figlia di Louise alla sorella di quest'ultima. Intanto scopre che Diego Mendez possiede una specie di fortezza a Downtown, con a guardia un piccolo esercito privato, dove si è rifugiato.
Con l'aiuto di Phil Cassidy e Ricardo Diaz, Vic progetta di rubare un elicottero dell'esercito, l'Hunter, per vendicarsi. Con esso, Victor stermina gran parte dei sicari di Diego Mendez, riuscendo a espugnare il suo palazzo. Alla fine si arriva al confronto diretto tra Vic, Diego e Jerry Martinez, che termina in uno scontro a tre tutti contro tutti nel quale Victor riesce a prevalere e ad eliminare i due nemici. Arriva anche Lance per aiutare suo fratello ma oramai tutto è già finito. A questo punto, i fratelli Vance si rendono conto di aver conquistato la città di Vice City, e di non avere più ostacoli, ed insieme progettano di aiutare la loro disastrata famiglia con i loro guadagni. Lance dice al fratello di avere tra le mani un grosso affari, ovvero 20 chili di cocaina da vendere, ma Vic gli suggerisce di gettarla via perché non vuole più mettersi nei guai con grandi quantitativi di droga. Lance non vuole sbarazzarsene ma gli promette di tenerla da parte per un po' .

### Grand Theft Auto: Vice City(1986)
Victor Vance fa una breve apparizione anche in Grand Theft Auto: Vice City, ambientato nel 1986, cioè due anni dopo di Grand Theft Auto: Vice City Stories. Qui i fratelli Vance decidono di liberarsi dei 20 chili di cocaina che Lance aveva promesso di tenere da parte due anni prima e contrattano un affare di droga con uno dei sicari della famiglia Forelli: Tommy Vercetti, il protagonista Grand Theft Auto: Vice City. In questo capitolo Vic appare abbastanza diverso rispetto a GTA Vice City Stories, in primo luogo non ha i capelli rasati che aveva in quest'ultimo gioco ma presenterà una nuova capigliatura, appare molto meno prestante fisicamente e parla un inglese con accento ispanico, a differenza di Vice City Stories in cui la lingua da lui utilizzata è l'inglese. Inoltre, manifesta un atteggiamento fin troppo spavaldo e sicuro di sé e quindi per nulla simile al carattere riflessivo e concentrato tipico dei Marines che aveva in Vice City Stories. Tali differenze sono dovute al fatto che durante la realizzazione di GTA Vice City, non era stato pensato ad un possibile prequel con Victor Vance protagonista. La trama sembra comunque far pensare che Vic sia cambiato tanto nel corso dei due anni che separano i giochi, in quanto si è lasciato andare alle droghe e ai piaceri derivati dai soldi delle sue attività criminali, per poter superare il lutto di aver perso l'unica donna che avesse mai realmente amato, Louise Cassidy. Mentre si apprestava a fare lo scambio con Tommy Vercetti, Vic viene tradito da Ricardo Diaz che manda alcuni suoi sicari a rubare i soldi e la cocaina dell'affare nonché ad eliminare tutti i presenti. Victor rimane vittima di tale agguato, venendo colto di sorpresa e ucciso in una sparatoria insieme a due complici di Tommy, che invece riesce a scappare. Anche suo fratello Lance riesce a fuggire in elicottero. Questa è dunque la fine della storia di Victor. Tuttavia suo fratello Lance diverso tempo dopo, riuscirà a vendicare la sua morte uccidendo Ricardo Diaz con l'aiuto di Tommy Vercetti, appropriandosi inoltre degli affari e della gang di Diaz, ma nel corso del gioco, Lance inizierà a sentirsi geloso della bravura nel dirigere gli affari di Tommy e credendo che quest'ultimo lo reputi un suo sottoposto piuttosto che un socio, deciderà di tradirlo vendendolo al boss mafioso Sonny Forelli per spartirsi con quest'ultimo il giro d'affari che si era guadagnato Tommy a Vice City. A causa di questo anche Lance verrà ucciso proprio da Vercetti, che si vendicherà dell'affronto. GTA Vice City segna, così, la fine di entrambi i famosi baroni della droga noti come i fratelli Vance in quanto sia Vic, che Lance perdono la vita nel medesimo gioco.

## Armi e oggetti
Victor, predispone di una vasta gamma di armi, dalle armi da mischia tra cui motoseghe, mazze da Baseball, coltelli, Machete ecc., alle armi da fuoco tra cui pistole 9mm e magnum, mitragliette come lo Scorpion, la Mac-10, la Mac-10 potenziata, e una nuova versione del SMG, mitragliatori come l'AK-47 e l'M16, fucili da precisione alcuni più altri meno potenti in base al calibro. Può inoltre usare bombe a mano e lanciarazzi.
Corpo a CorpoMani Nude, Tirapugni, Coltello, Mazza da baseball, Ascia, Bastone, Machete, Katana, Coltello a farfalla, Bastone da golf, Manganello e Motosega.
PistoleBeretta 92 e Colt Python e revolver.
MitragliatoriUzi, Skorpion, Micro SMG, SMG.
FuciliFucile, SPAS-12 e Fucile a Pompa.
Fucili D'AssaltoAK-47 e M16.
Fucili Di PrecisioneFucile Di Precisione, Fucile di Precisione con Mirino Laser.
Armi Da LancioGranate, Bomba Molotov, Granate Radiocomandate.
Artiglieria PesanteLanciafiamme, M249, Minigun, Lanciarazzi.
OggettiBinocolo, Macchina fotografica, Detonatore.
Armi rimosseMina terrestre, Gas lacrimogeno.